# Drabina Jakuba

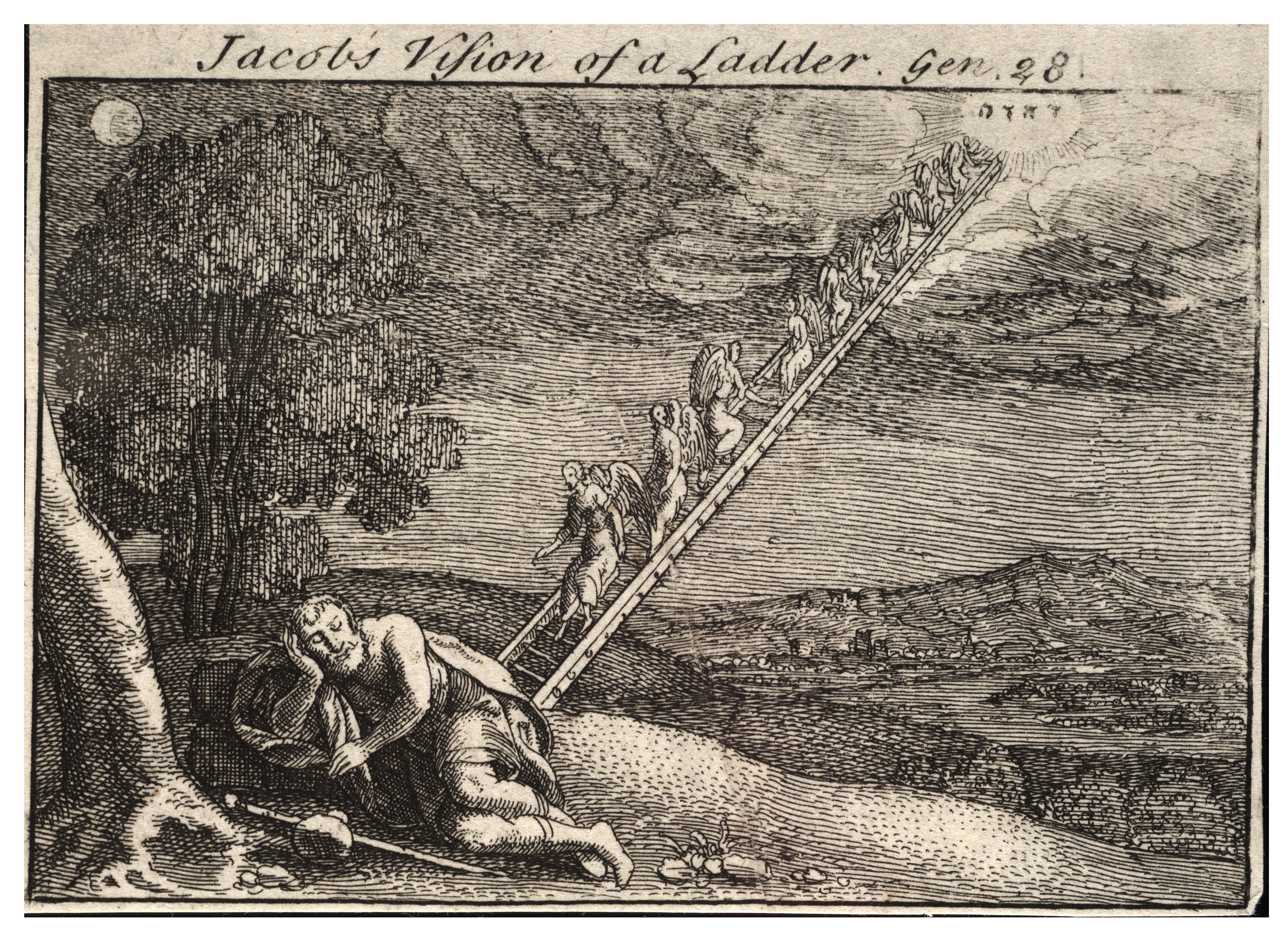
XVII-wieczne przedstawienie wizji śpiącego Jakuba (rycina Václava Hollara)

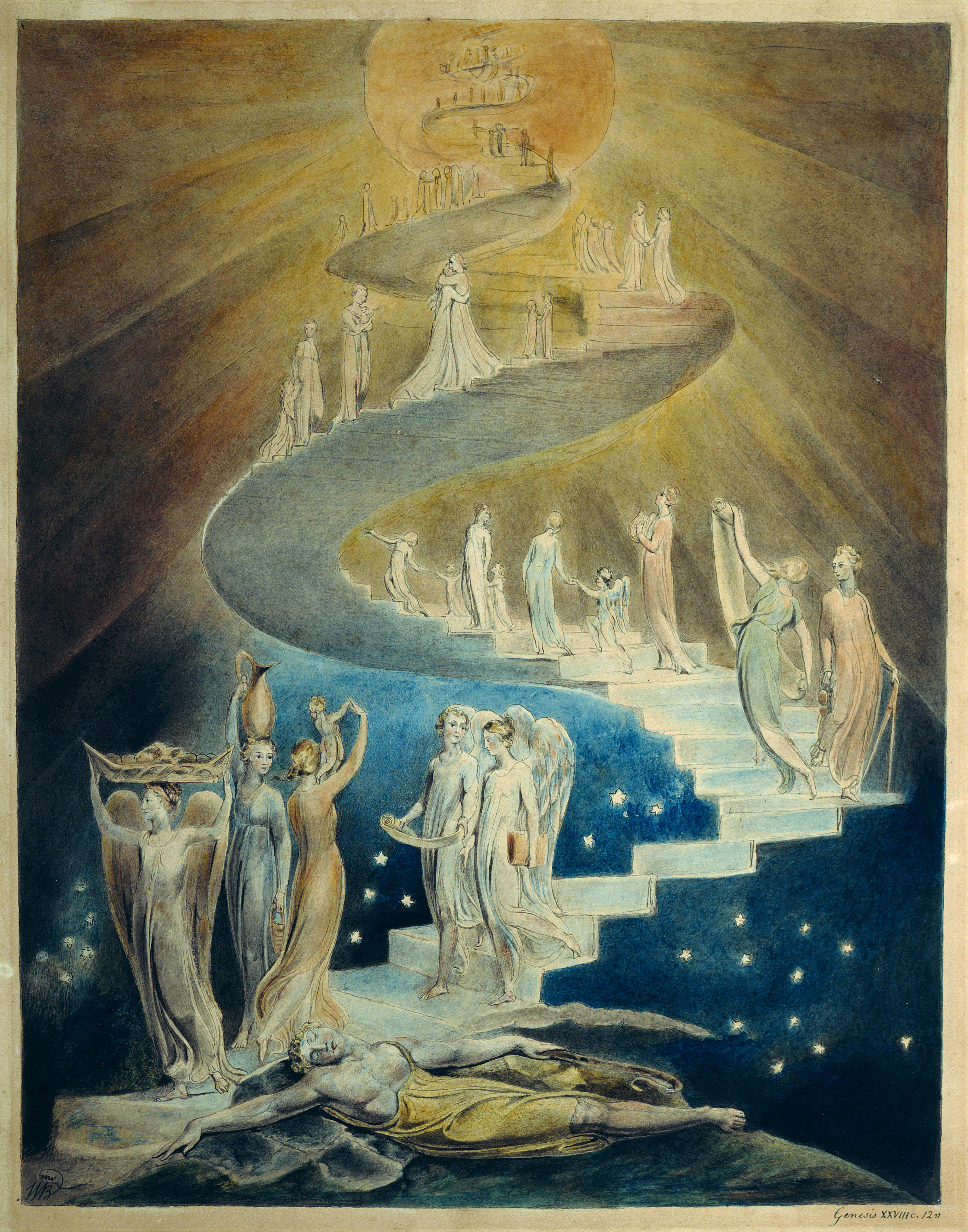
Drabina Jakubowa w wyobrażeniu Williama Blake’a (1805)

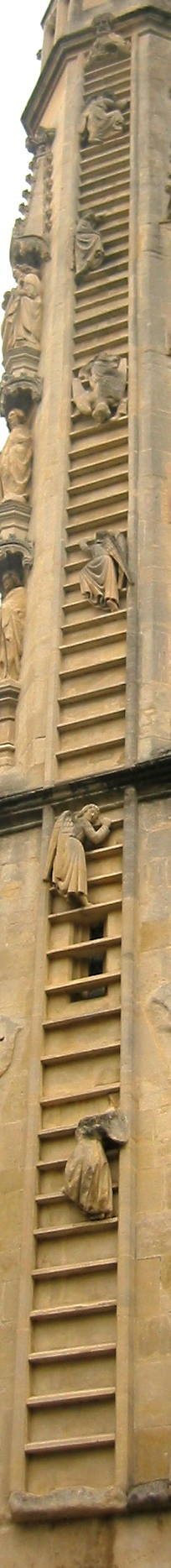
Aniołowie wstępujący po drabinie Jakuba (z fasady wieży kościoła opackiego w Bath)

Drabina Jakuba – biblijna drabina oglądana przez Jakuba we śnie. Sięgała nieba, a po niej schodzili i wchodzili aniołowie; na jej szczycie Jakub ujrzał Boga Jahwe. Miejsce, w którym doznał tego widzenia, nazwał Betel („dom Boga”).
Wyobrażenie drabiny łączącej niebo z ziemią znane było Izraelitom z religii Egipcjan, w której posługiwał się nią Ozyrys, bóstwo zmartwychwstania, w wierzeniach sam uważany za symboliczną drabinę .

## Drabina Jakuba
Zobacz: Księga Rodzaju 28, 10-22:
Kiedy Jakub wyszedłszy z Beer-Szeby wędrował do Charanu, trafił na jakieś miejsce i tam się zatrzymał na nocleg, gdy słońce już zaszło. Wziął więc z tego miejsca kamień i podłożył go sobie pod głowę, układając się do snu na tym właśnie miejscu. We śnie ujrzał drabinę opartą na ziemi, sięgającą swym wierzchołkiem nieba, oraz aniołów Bożych, którzy wchodzili w górę i schodzili na dół. A oto Pan stał na jej szczycie i mówił: «Ja jestem Pan, Bóg Abrahama i Bóg Izaaka. Ziemię, na której leżysz, oddaję tobie i twemu potomstwu. A potomstwo twe będzie tak liczne jak proch ziemi, ty zaś rozprzestrzenisz się na zachód i na wschód, na północ i na południe; wszystkie plemiona ziemi otrzymają błogosławieństwo przez ciebie i przez twych potomków. Ja jestem z tobą i będę cię strzegł, gdziekolwiek się udasz; a potem sprowadzę cię do tego kraju. Bo nie opuszczę cię, dopóki nie spełnię tego, co ci obiecuję». A gdy Jakub zbudził się ze snu, pomyślał: «Prawdziwie Pan jest na tym miejscu, a ja nie wiedziałem». I zdjęty trwogą rzekł: «O, jakże miejsce to przejmuje grozą! Prawdziwie jest to dom Boga i brama nieba!» Wstawszy więc rano, wziął ów kamień, który podłożył sobie pod głowę, postawił go jako stelę i rozlał na jego wierzchu oliwę. I dał temu miejscu nazwę Betel. – Natomiast pierwotna nazwa tego miejsca była Luz. – Po czym złożył taki ślub: «Jeżeli Pan Bóg będzie ze mną, strzegąc mnie w drodze, w którą wyruszyłem, jeżeli da mi chleb do jedzenia i ubranie do okrycia się i jeżeli wrócę szczęśliwie do domu ojca mojego, Pan będzie moim Bogiem. Ten zaś kamień, który postawiłem jako stelę, będzie domem Boga. Z wszystkiego, co mi dasz, będę Ci składał w ofierze dziesięcinę» (Rdz 28, 10-22).

## Interpretacja żydowska
Żydowski filozof Filon z Aleksandrii (10 p.n.e. – 40 n.e.) przedstawia alegoryczną interpretację drabiny w pierwszej z ksiąg De somniis. Podaje w niej cztery wzajemnie wykluczające się interpretacje: (1) W pierwszej z nich anioły reprezentują dusze, które występują i wstępują do ciał -- – wyraźne odniesienie do doktryny reinkarnacji. (2) W drugiej interpretacji drabina ukazana jest jako dusza ludzka, a aniołowie to Boży Logos (rozum świata), którzy w cierpieniu wstępują razem z duszą, zaś zstępują we współczuciu. (3) Trzecie znaczenie przedstawia wzloty i upadki życia osoby wierzącej. (4) Ostatnia, czwarta interpretacja, to pytanie o stale zmieniające się ludzkie problemy.
Klasyczne objaśnienia znajdujące się w Torze przedstawiają kilka interpretacji drabiny Jakuba.
- Według Midrasza drabina oznaczała lata wygnania, którego naród żydowski miał doświadczyć przed nadejściem Mesjasza. Pierwszy anioł symbolizujący 70-letnie wygnanie z Babilonu wspiął się na 70 szczebel drabiny, po czym spadł. Zarówno anioł symbolizujący wygnanie z Persji, jak i z Grecji, wspięli się na pewną liczbę szczebli, a następnie spadli. Jedynie czwartemu z nich, symbolizującemu ostatnie wygnanie z Rzymu/Idumea (których aniołem stróżem był sam Ezaw), udało się wspiąć tak wysoko, aż ujrzał chmury. Jakub obawiał się, że jego dzieci nigdy nie będą w stanie uwolnić się spod władzy Ezawa, jednak Bóg zapewnił go, że wraz z końcem świata również i Ezaw spadnie.

- Inna interpretacja przypowieści o Drabinie sprowadza się do tego, że anioły „wstępowały” po szczeblach hierarchii, a potem z nich „zstępowały”. Według Midrasza, Św. Jakubowi zawsze towarzyszyły anioły. Kiedy Jakub dotarł do granicy Kanaan (dzisiejszego Izraela), anioły, które sprawowały pieczę nad Ziemią Świętą, wstępowały do nieba, a te, które opiekowały się innymi obszarami, zstępowały z niego, by spotkać Jakuba. Kiedy ten powrócił do Kanaan (Księga Rodzaju 32,2 – 4), został przywitany przez anioły z Ziemi Świętej.

- Miejscem, gdzie Jakub zatrzymał się na noc, była w rzeczywistości Góra Moria, na której później powstała Świątynia Jerozolimska. Jako że modlitwy i ofiary złożone w Świątyni umacniały relacje między Bogiem a Ludem Żydowskim, drabina może oznaczać „most” łączący Niebo i Ziemię. Ponadto, motyw drabiny nawiązywał do tego, że Tora również stała się łącznikiem między Niebem a Ziemią. Hebrajskie słowo sulam (– סלם – ) oznaczające drabinę oraz nazwa góry, na której ofiarowano Torę, Synaj – Sinai (– סיני – ) mają tę samą gematrię (numeryczną wartość liter).

### Literatura apokaliptyczna
Przypowieść o drabinie Jakuba wkrótce po zniszczeniu Świątyni została użyta jako podstawa pseudoepigrafu hebrajskiej Biblii. Drabina Jakuba to nierabiniczne, żydowskie pismo, zachowane przez chrześcijan jako interpretacja doznań patriarchów w kontekście Mistyki Merkawy.

## Interpretacja chrześcijańska
Ewangelia Jana (1,51) zawiera wyraźne odniesienie do snu Jakuba (Księga Rodzaju 28,12), w którym ukazana jest postać Jezusa Chrystusa nazywanego imieniem Syna Człowieczego:

Potem powiedział do niego: «Zaprawdę, zaprawdę, powiadam wam: Ujrzycie niebiosa otwarte i aniołów Bożych wstępujących i zstępujących nad Syna Człowieczego».

Łącząca niebo z ziemią drabina ze snu patriarchy stanowić ma dla wiernych widoczny znak, że w istocie nie ma rozdziału pomiędzy siedzibą Boga a ziemią, do której zmierza Jakub. Przetrzymywana w więzieniu męczennica Perpetua miała wizję spiżowej drabiny sięgającej samego nieba. W pismach Ojców Kościoła drabina pojawia się jako szczególny typ krzyża Chrystusowego, który ludziom umożliwia dojście do nieba .
W II wieku n.e. Święty Ireneusz opisał Kościół powszechny jako drabinę wzniesienia się do Boga.
W III w. n.e. Orygenes wyjaśniał, iż w życiu chrześcijanina są dwie drabiny: (1) drabina ascetyczna, po której dusza wspina się, umacniając swoją cnotę, (2) i drabina pojmowana jako podróż, którą po śmierci pokonuje dusza, wspinając się w stronę niebios tak wysoko, aż ujrzy światło Boga.
W IV wieku n.e. święty Grzegorz z Nazjanzu mówił o wspinaniu się na drabinę Jakuba za pomocą następujących po sobie kroków w kierunku doskonałości, interpretując drabinę jako ascetyczną ścieżkę. Inny święty, Grzegorz z Nyssy, opowiadał o tym, że Mojżesz wchodził po drabinie Jakuba po to, aby dosięgnąć niebios. Tam udało mu się wejść do tabernakulum, którego nie wykonały ludzkie ręce, tym samym dając drabinie mistyczne znaczenie. Ascetyczne interpretacje można również znaleźć w słowach świętego Jana Chryzostoma, który pisze:

Wspinając się po szczeblach drabiny, pozwól nam Panie, abyśmy po szczeblach drabiny Jakuba mogli dostać się do Nieba. W wizji stopniowego wstępowania poprzez prawość, sama drabina wydaje się oznaczać coś zagadkowego. Za jej pomocą możliwe jest wstąpienie do nieba, nie używając fizycznych stopni, lecz poprawę i prawość zachowania.

Jan Klimak w swym traktacie Drabina do raju poświęcił wiele miejsca drabinie Jakuba jako analogii ascetycznego życia duchowego. W sztuce chrześcijańskiej występuje częsty motyw „drabiny cnót”, po której stopniowo wstępują cnotliwi zagrożeni wokół przez demony. Z drabinami porównywano również klasztory jako miejsca duchowego doskonalenia, nazwą Scala Dei (Drabina Boża) określając skupiające cystersów i kartuzów, które zakonnicy uważali za drogę prowadzącą do Boga. Nawet piętnaście stopni wiodących do świątyni jerozolimskiej interpretowano jako symbol 15 cnót kojarzonych z biblijną drabiną .
Ponadto Jezus może być utożsamiany z drabiną, która zmniejsza dystans między Niebem a Ziemią. Szczeble drabiny prowadzą do Jezusa, który jest cielesny, stanowi łącznik między tym, co ludzkie, a tym, co boskie. Jakub ujrzał we śnie spotkanie Nieba i Ziemi, które to spotkanie w przenośni oznaczało drabinę. XIX-wieczny metodysta i badacz Biblii Adam Clarke twierdzi:

(…) zstępujący i wstępujący po drabinie aniołowie zapowiadają, że wieczne porozumienie Nieba i Ziemi powinno zostać zawarte przez Jezusa, który jest pośrednikiem i Bogiem w tej samej osobie. Nasz błogosławiony Pan ukazany jest jako ambasador Boga; a aniołowie zstępujący i wstępujący są metaforą zaczerpniętą z tradycji wysyłania posłańca od króla do jego ambasadora w innym kraju, i od ambasadora do króla.

## W kulturze masowej

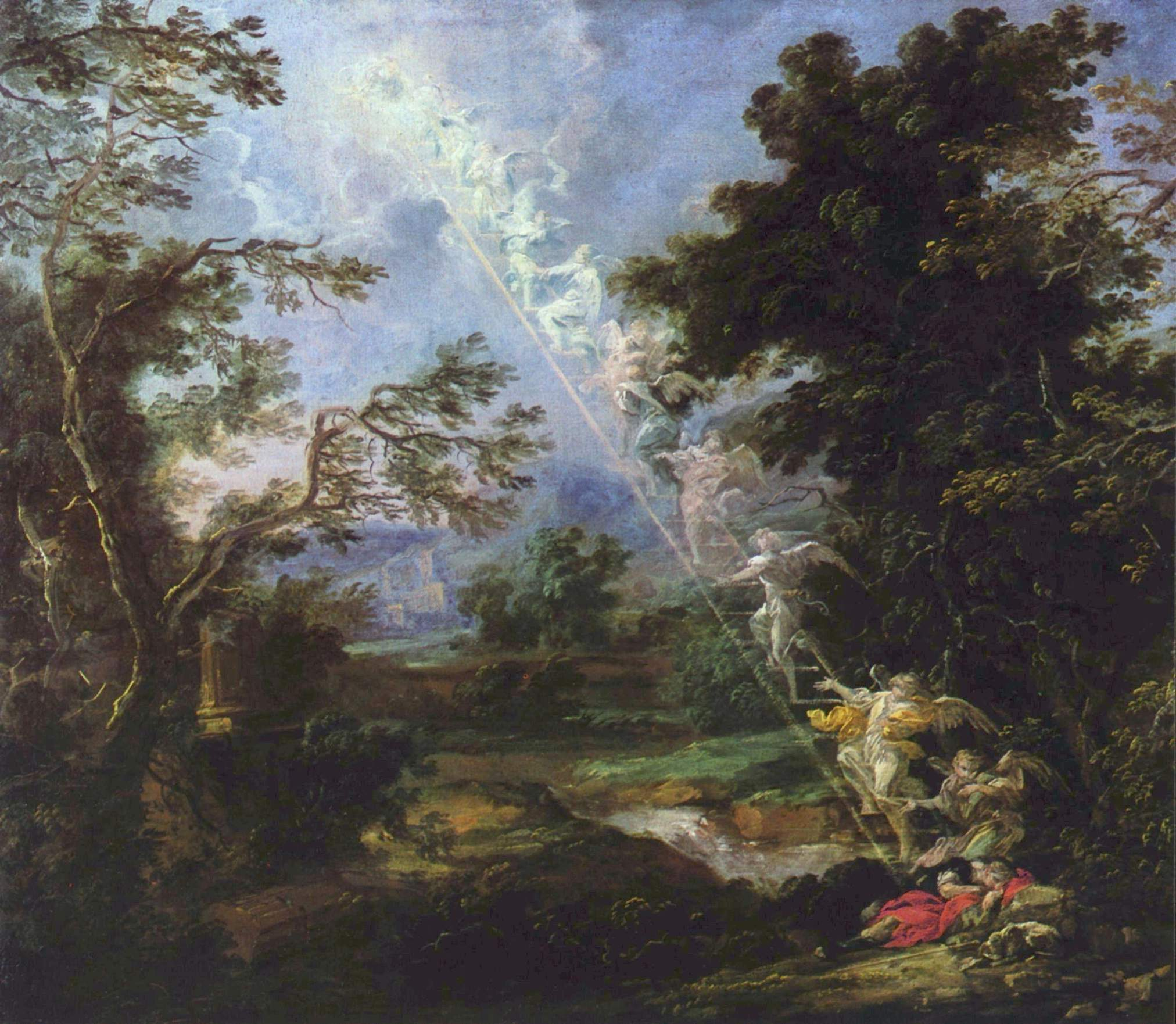
Krajobraz ze snem Jakuba (mal. Michael Willmann, ok. 1690)

W znaczeniu żartobliwym mianem drabiny Jakubowej nazywa się wysokie i strome schody; w żargonie marynarskim określano tak stosowaną na okrętach drabinkę linową z drewnianymi szczeblami.

### Film
- Drabina Jakubowa – thriller wyreżyserowany w 1990 r. przez Adriana Lyne’a.

### Muzyka
Krzysztof Penderecki – The Dream of Jacob, 1974
- Die Jakobsleiter (wczesne lata 20. XX wieku) niedokończone oratorium austriackiego kompozytora Arnolda Schöenberga
- termin Drabina Jakuba może również odnosić się do:
  - wielokrotnego nagrania z 1920 roku pieśni śpiewanej w szkółkach niedzielnych Wspinamy się po drabinie Jakuba nazywanej także Drabina Jakuba;
  - utworu zespołu Rush z 1980 roku;
  - utworu zespołu The Monochrome Set z 1985 roku;
  - utworu zespołu Huey Lewis and the News z 1986 roku;
  - utworu Marka Willsa z 1996 roku;
  - utworu zespołu Chumbawamba z 2002 roku;
  - utworu zespołu Converge z 2002 roku;
  - utworu zespołu 10 Years z 2005 roku;
  - utworu Patricka Wolfa z 2005 roku;
  - utworu zespołu Armia pt. Buraki, kapusta i sól z albumu Droga, z 1999 r.
  - utworu Marka Lanegana – „Burning Jacob’s Ladder” z 2011 roku;
  - płyty zespołu Hell Militia – „Jacob’s Ladder” z 2012 roku;
  - utworu zespołu Dodecahedron - „Descending Jacob's Ladder” z 2012 roku;
  - płyta Nas & Damian Marley – „Africa must wake up (sleeping sons of Jacob)”;
  - okładka albumu „A fragment Ov The Great Work” słowackiego black-metalowego zespołu Abbey Ov Thelema przedstawia obraz Williama Blake’a – „Drabina Jakubowa”

### Literatura
- W powieści Krzyżacy Henryka Sienkiewicza jeden z bohaterów handluje relikwiami i oferuje między innymi szczebel z drabiny, która śniła się św. Jakubowi. Umieszczenie na kartach powieści tej postaci miało na celu wydrwienie oszustów handlujących rzekomymi relikwiami i odpustami[11].